# Ocotea alata
Ocotea alata är en lagerväxtart som beskrevs av H. van der Werff. Ocotea alata ingår i släktet Ocotea och familjen lagerväxter. Inga underarter finns listade i Catalogue of Life.